# وجوانو
شهر  وجوانو (به ایتالیایی: Vigevano) با جمعیت ۶۰٬۷۳۸ نفر  در ناحیه لمباردی در کشور ایتالیا واقع شده‌است.

## نگارخانه

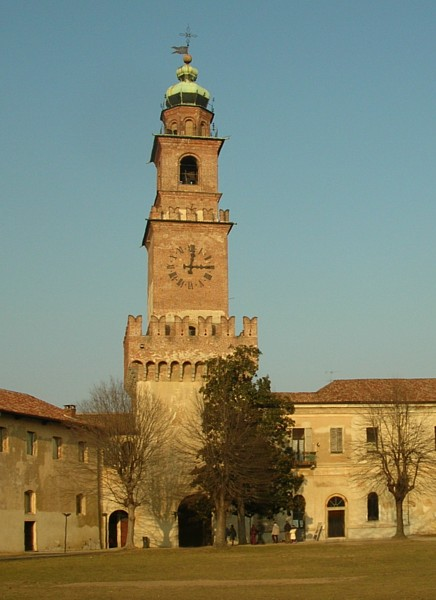
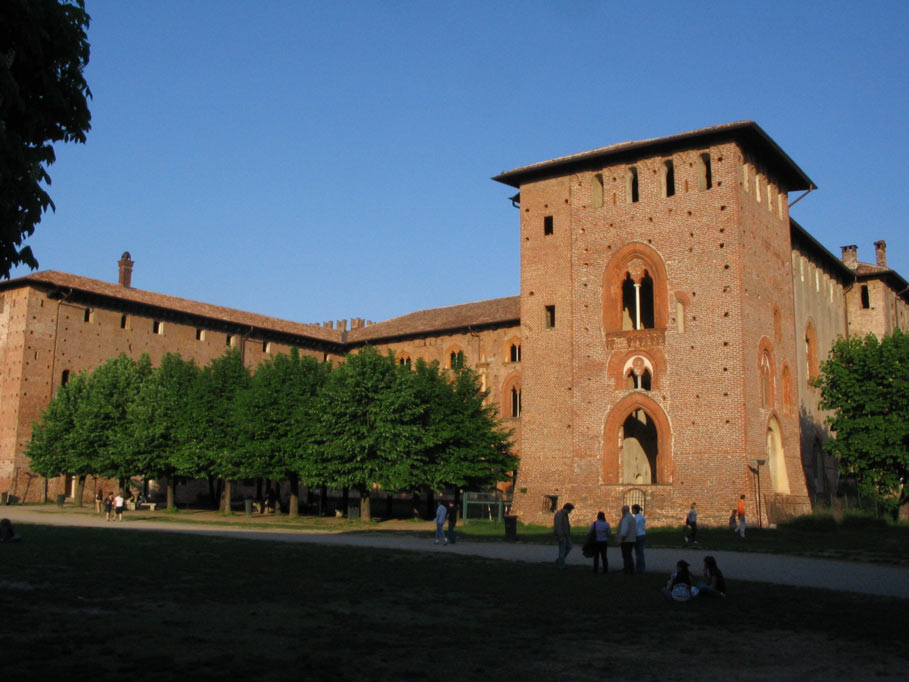
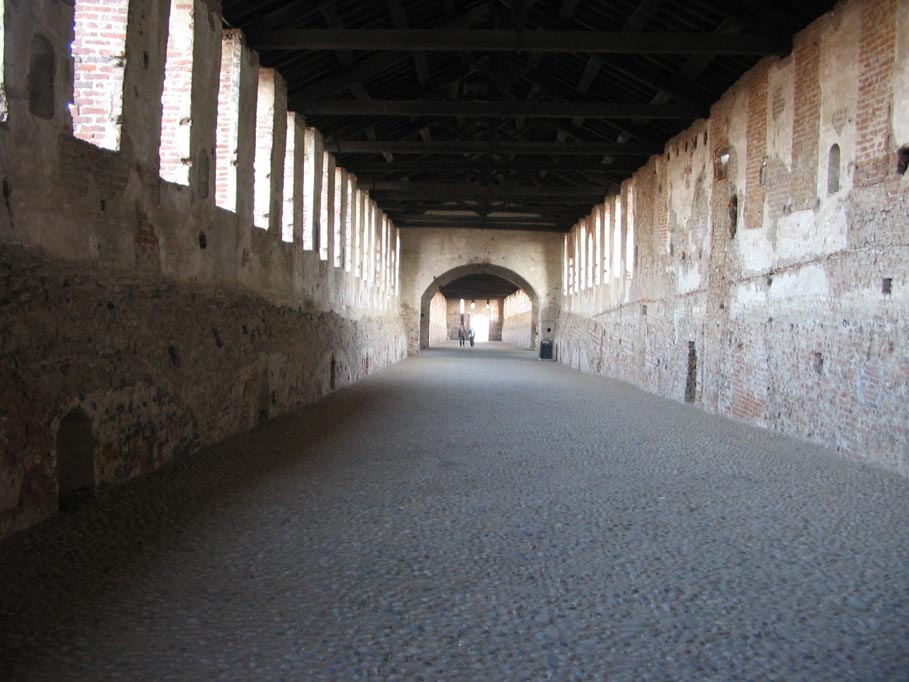